# Columba unicincta
Columba unicincta е вид птица от семейство Гълъбови (Columbidae).

## Разпространение
Видът е разпространен в Ангола, Габон, Гана, Гвинея, Екваториална Гвинея, Замбия, Камерун, Република Конго, Демократична република Конго, Кот д'Ивоар, Либерия, Нигерия, Руанда, Сиера Леоне, Судан, Танзания, Уганда, Централноафриканската република и Южен Судан.